# Michael mio
Michael mio (titolo originale מיכאל שלי ) è il secondo romanzo dello scrittore israeliano Amos Oz, pubblicato in originale nel 1968, in Italia nel 1975 edito da Bompiani. Nel libro la protagonista e voce narrante racconta il deteriorarsi della propria relazione con il marito, tra sogni inquietanti e ricordi struggenti, a cui fanno da sfondo gli eventi storici israeliani del decennio 1950-60. 
Il romanzo ebbe un successo internazionale, facendo conoscere l'autore al di fuori del proprio paese, venendo tradotto in trenta lingue.

## Trama
L'incontro tra Hannah ed il futuro marito Michael sulle scale dell'università di Gerusalemme che entrambi stanno frequentando da studenti sembra davvero il preludio di una storia d'amore perfetta. Ma ogni idillio è per sua natura fragile, e deve gradualmente cedere il posto alla realtà e al logorio del quotidiano, soprattutto dopo il matrimonio, evento poco gradito alla famiglia di Michael, che avrebbe preferito vederlo prima laurearsi. Hannah scopre così che il carattere tranquillo e metodico del marito non è quello che avrebbe voluto in un compagno per la vita, e l'aumentare della distanza tra aspettative e realtà la spinge in sogni sempre più inquieti, in cui presenze letterarie e del passato si confondono con osservazioni raccolte da una mente che nulla sembra dimenticare, in una Gerusalemme che sembra celare ovunque segreti angoscianti. Una complicata gravidanza non aiuta a migliorare la situazione, e la nascita di Yair carica sulle spalle di Michael altre incombenze che la sofferente Hannah non sembra in grado di assumersi. Il passare degli anni porta comunque all'accettazione di ruoli ed abitudini che sembrano assumere l'aspetto di un equilibrio, ma dietro l'apparenza di quasi normalità la lotta di Hannah contro l'assedio del tempo non ha mai tregua, manifestandosi talvolta in comportamenti poco razionali. Il raggiungimento della desiderata tranquillità economica non elimina le inquietudini che la pervadono, logorando sempre più il rapporto con il mondo che la circonda, a partire da quel marito sempre più estraneo e distante. Un conflitto silente ma non per questo meno radicale e brutale di quello che si svolge intorno, nel paese dove le ombre della violenza si allargano inesorabilmente.

## Edizioni
- Amos Oz, Michael mio, traduzione di Rosy Molari, 2ª ed., Feltrinelli, marzo 2002  [1968], ISBN 88-07-81671-7.